# Kanton Massy
Kanton Massy is een kanton van het Franse departement Essonne. Kanton Massy maakt deel uit van het arrondissement Palaiseau en telt 70490 inwoners in 2018. Het werd gevormd bij decreet van 24 februari 2014 met uitwerking op 22 maart 2015.

## Gemeenten
Het kanton Massy omvatte bij zijn oprichting de volgende gemeenten:
- Massy
- Chilly-Mazarin